# دريسا ديارا
دريسا ديارا (بالفرنسية: Drissa Diarra)‏ (7 يوليو 1985 بباماكو في مالي - ) هو لاعب كرة قدم مالي في مركز الوسط. شارك مع منتخب مالي تحت 20 سنة لكرة القدم. أما مع النوادي، فقد لعب مع نادي بودابست هونفيد ونادي بيروجيا ونادي بيلينزونا ونادي كياسو ونادي لوكيزي ونادي ليتشي.

## وصلات خارجية
- دريسا ديارا على موقع الاتحاد الدولي (مؤرشف)  (الإنجليزية)
- دريسا ديارا على موقع قاعدة بيانات كرة القدم.إي يو (الإنجليزية)
- دريسا ديارا على موقع Soccerway.com (الإنجليزية)